# Regionalne Centrum Innowacyjności w Bydgoszczy

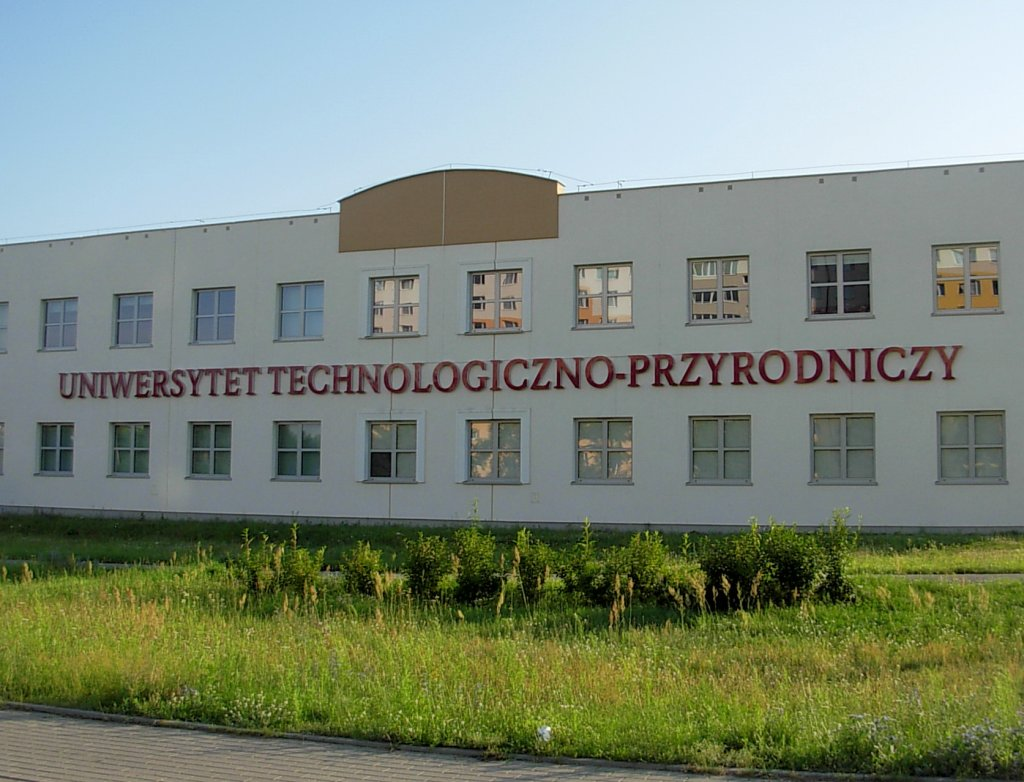
Widok od ul. Kaliskiego

Regionalne Centrum Innowacyjności w Bydgoszczy – placówka o zasięgu regionalnym, prowadzona przez Politechnikę Bydgoską im. Jana i Jędrzeja Śniadeckich, ukierunkowana na współpracę naukowców z przemysłem i przedsiębiorstwami z regionu kujawsko-pomorskiego, w celu praktycznego zastosowania rozwiązań proinnowacyjnych w działalności gospodarczej.

## Położenie
Regionalne Centrum Innowacyjności znajduje się na terenie kampusu Politechniki Bydgoskiej, przy ul. Kaliskiego, w dzielnicy Fordon.

## Historia
Projekt Regionalnego Centrum Innowacyjności powstał w 2003 r. w trakcie opracowania Strategii Innowacji Województwa Kujawsko-Pomorskiego. Powstał on w odpowiedzi na zapotrzebowanie na regionalną instytucję koordynującą działania innowacyjne. Uniwersytet Technologiczno-Przyrodniczy będący najstarszą i najbardziej utytułowaną uczelnią techniczną w regionie, mającą bogate tradycje we współpracy naukowców z przedsiębiorstwami, podjął się tego zadania. Drugą jednostką powstałą w ramach programu Innowacji dla województwa była Kujawsko-Pomorska Sieć Informacyjna, w której PBŚ także miał swój udział. Miała być ona narzędziem teleinformatycznym do koordynacji zadań wykonywanych przez Regionalne Centrum Innowacyjności oraz podstawą do realizacji kolejnych projektów regionalnych, takich jak systemy geograficznej lokalizacji przestrzennej, systemy teleinformatyczne i telekomunikacyjne związane z przetwarzaniem obrazów w systemach telemedycyny i teledetekcji, systemy bezpieczeństwa miast oparte na systemach GIS, systemy monitorowania działalności rolniczej oparte na teledetekcji, itp.
Projekt budowy RCI zakładał dwa etapy prac: 
1. Postawienie nowego budynku i umieszczenie w nim elementów związanych z dydaktyką i nauką (lata 2005–2007).
2. Utworzenie części związanej z rozwojem innowacyjności w regionie w zakresie dyscyplin technicznych i rolniczych (lata 2007–2013).

### I etap budowy RCI
W I etapie budowy RCI, w latach 2005–2007 został wzniesiony budynek mieszczący część dydaktyczno–szkoleniowo–informacyjną. Projekt został realizowany w ramach Zintegrowanego Programu Operacyjnego Rozwoju Regionalnego (ZPORR) ze środków Europejskiego Funduszu Rozwoju Regionalnego (16,5 mln zł), budżetu państwa (1,8 mln), budżetu województwa kujawsko-pomorskiego (2,8 mln), budżetu miasta Bydgoszczy (0,5 mln) i środków własnych uczelni (0,5 mln). Oficjalne otwarcie Regionalnego Centrum Innowacyjności odbyło się 3 października 2007 roku.
W skład obiektu wchodzą następujące jednostki:
- Multimedialne Centrum Kształcenia i Szkoleń,
- Regionalny Ośrodek Informacji Naukowo - Technicznej,
- Regionalny Punkt Informacji Normalizacyjnej,
- Regionalny Ośrodek Informacji Patentowej,
- Regionalny Punkt Kontaktowy Programów Europejskich,
- Regionalna Biblioteka i Czytelnia Techniczna,
- Biuro Monitoringu Zawodów Inżynierskich i Związanych z Rolnictwem i Obszarami Wiejskimi,
- Infrastruktura węzła Kujawsko-Pomorskiej Sieci Informacyjnej,
- Centrum Digitalizacji Informacji Naukowo-Technicznej.

### II etap budowy RCI
W ramach II etapu budowy Regionalnego Centrum Innowacyjności, od 2009 r. powstaje sieć akredytowanych laboratoriów w ramach struktur organizacyjnych Uniwersytetu Technologiczno-Przyrodniczego (obecnej Politechniki), o profilu technicznym i technologicznym, zorientowanych na ważne z punktu widzenia rozwoju regionu dziedziny badań oraz potrzeby przemysłu, a zwłaszcza na rzecz małych i średnich przedsiębiorstw. Sieć laboratoriów powstaje poprzez adaptację istniejących pomieszczeń oraz zakup specjalistycznej aparatury badawczej i wyposażenia.
Projekt jest finansowany ze środków Europejskiego Funduszu Rozwoju Regionalnego w ramach Regionalnego Programu Operacyjnego Województwa Kujawsko-Pomorskiego na lata 2007–2013 (40,2 mln zł), budżetu państwa i środków własnych (17,3 mln).
Laboratoria wyposażone w specjalistyczną aparaturę funkcjonują we współpracy z organizacjami i stowarzyszeniami naukowo-technicznymi, parkami przemysłowymi i przedsiębiorstwami w zakresie specjalistycznych badań.

## Działalność
Głównym założeniem działalności RCI jest stworzenie i zacieśnianie trwałych powiązań między środowiskiem akademickim a otoczeniem społeczno-gospodarczym regionu, w tym głównie sektorem małych i średnich przedsiębiorstw. Do podstawowych zadań należy także koordynowanie i monitorowanie instytucji działających w zakresie innowacyjności w regionie kujawsko-pomorskim: centrów transferu technologii, parków przemysłowych i przemysłowo-technologicznych, inkubatorów przedsiębiorczości, centrów transferu innowacji, branżowych laboratoriów naukowych i przemysłowych, inkubatorów akademickich, agencji rozwoju regionalnego, organizacji przedsiębiorców, izb przemysłowo-handlowych itp.
W celu wypełnienia tych zadań zgromadzono w jednym miejscu ośrodki informacyjno-doradcze działające dla społeczności akademickiej oraz środowiska społeczno-gospodarczego regionu.
W RCI odbywają się konferencje, sympozja oraz warsztaty umożliwiające kontakt społeczności akademickiej z przedsiębiorcami. Na miejscu mają oni możliwość dostępu do fachowej literatury - krajowej i zagranicznej, oraz informacji normalizacyjnej i patentowej o zasięgu krajowym i światowym. Znajdują tu także informacje w zakresie opracowywania różnego rodzaju wniosków, możliwości pozyskiwania dotacji, podwyższania kwalifikacji pracowników oraz współpracy z jednostkami naukowymi PBŚ.